# Pôle d'équilibre territorial et rural du pays de Saint-Brieuc
Ne doit pas être confondu avec Pays de Saint-Brieuc.
Le pôle d’équilibre territorial et rural du pays de Saint-Brieuc est un Pôle d'équilibre territorial et rural situé dans l'arrondissement de Saint-Brieuc, dans le département des Côtes-d’Armor, en région Bretagne.

## Historique
Le pôle d’équilibre territorial et rural (PETR) du pays de Saint-Brieuc remplace au 1er janvier 2015 le syndicat mixte du pays de Saint-Brieuc par arrêté préfectoral du 27 novembre 2014.

## Structure
Le pôle d’équilibre territorial et rural du pays de Saint-Brieuc regroupait à l'origine 7 établissements publics de coopération intercommunale à fiscalité propre groupant à l'origine 63 communes, ce nombre étant passé à 59 communes en fin 2016 :
- Le 1er janvier 2016, deux anciennes communes de Saint-Brieuc Agglomération (Pordic et Tréméloir) ont fusionné pour former la commune nouvelle de Pordic ;
- Le 1er janvier 2016, deux anciennes communes de Centre Armor Puissance 4 (L'Hermitage-Lorge et Plœuc-sur-Lié) ont fusionné pour former la commune nouvelle de Plœuc-L'Hermitage ;
- Le 1er janvier 2016, deux anciennes communes de Lamballe Communauté (Lamballe et Meslin) ont fusionné pour former la commune nouvelle de Lamballe ;
- Le 1er mars 2016, deux anciennes communes de la communauté de communes du Sud Goëlo (Binic et Étables-sur-Mer) ont fusionné pour former la commune nouvelle de Binic-Étables-sur-Mer.

| Nom                        | Nature juridique           | Nombre de communes | Superficie (km2) | Population (2012) | Densité (hab./km2) |
| -------------------------- | -------------------------- | ------------------ | ---------------- | ----------------- | ------------------ |
| Saint-Brieuc Agglomération | Communauté d’agglomération | 13                 | 252,57           | 115 530           | 457,42             |
| Centre Armor Puissance 4   | Communauté de communes     | 3                  | 118,44           | 8 422             | 71,11              |
| Quintin Communauté         | Communauté de communes     | 10                 | 157,55           | 11 104            | 70,48              |
| Sud Goëlo                  | Communauté de communes     | 5                  | 58,91            | 14 191            | 240,89             |
| Lamballe Communauté        | Communauté de communes     | 16                 | 278,24           | 27 816            | 99,97              |
| Côte de Penthièvre         | Communauté de communes     | 6                  | 139,41           | 14 432            | 103,52             |
| Pays de Moncontour         | Communauté de communes     | 6                  | 139,15           | 10 930            | 78,55              |
| Total                      | 7 communautés              | 59                 | 1 144,27         | 202 425           | 176,90             |

Le 1er janvier 2017, les 7 intercommunalités ont disparu en fusionnant en deux groupes pour former deux nouvelles intercommunalités (seule la communauté de communes du Pays de Moncontour incluse dans Lamballe Terre et Mer ayant une commune détachée, Saint-Carreuc qui a plutôt rejoint Saint-Brieuc Armor Agglomération).
À la même date, le territoire du PETR s'est agrandi sur 72 communes (au-delà des 59 communes de fin 2016), car la nouvelle communauté d'agglomération Lamballe Terre et Mer a également inclus 13 autres communes issues de l'ancien Pays de Dinan (qui a été remanié à la même date pour former la nouvelle communauté de Dinan Agglomération) :
- les 5 communes issues de l'ancienne communauté de communes Arguenon Hunaudaye (dont Jugon-les-Lacs - Commune nouvelle, créée à la même date par la fusion en commune nouvelle des deux anciennes communes de Jugon-les-Lacs et Dolo),
- 6 des 9 communes de l'ancienne communauté de communes du Pays de Du Guesclin (Éréac, Lanrelas, Rouillac, Sévignac, Trédias et Trémeur ; les 3 autres communes de Broons, Mégrit et Yvignac sont entrées dans la nouvelle communauté d'agglomération de Dinan Agglomération et donc restées dans le pays de Dinan),
- 2 des 9 communes issues de l'ancienne communauté de communes du Pays de Matignon (Hénanbihen et Saint-Denoual ; les 7 autres communes de Fréhel, Matignon, Pléboulle, Plévenon, Ruca, Saint-Cast-le-Guildo et Saint-Pôtan sont entrées dans la nouvelle communauté d'agglomération de Dinan Agglomération et donc restées dans le pays de Dinan).

| Nom                              | Nature juridique           | Nombre de communes | Superficie (km2) | Population (2012) | Densité (hab./km2) |
| -------------------------------- | -------------------------- | ------------------ | ---------------- | ----------------- | ------------------ |
| Saint-Brieuc Armor Agglomération | Communauté d’agglomération | 32                 | 601,72           | 151 307           | 251,46             |
| Lamballe Terre et Mer            | Communauté de communes     | 40                 | 912,85           | 67 090            | 73,50              |
| Total                            | 2 communautés              | 72                 | 1 514,57         | 218 397           | 144,20             |

Ce nouveau pays de Saint-Brieuc avec ses 2 communautés est désormais entièrement inclus dans les limites actuelles de l'arrondissement de Saint-Brieuc (déjà remanié au début de l'année 2016), dont il occupe la moitié nord et la totalité du littoral (l'autre moitié sud de l'arrondissement correspond à la nouvelle communauté de communes Loudéac Communauté − Bretagne Centre également créée le 1er janvier 2017).

## Représentation
| Période          | Période         | Identité            | Étiquette | Qualité |
| ---------------- | --------------- | ------------------- | --------- | --- |
| 10 juillet 2017  | En cours        | Jacques Uguen       |           | Président sortant du Conseil de développement du PETR                                                         |
| ???              | 10 juillet 2017 | Joseph Le Vée       |           | |
| 1er janvier 2015 | ???             | Jean-Jacques Michau |           | Conseiller municipal de Saint-Brieuc (depuis 2008) Président du syndicat mixte du pays de Saint-Brieuc (2014) |